# 76-мм зенітна гармата QF 3-inch 20 cwt
76,2-мм зенітна гармата QF 3-inch 20 cwt (англ. QF 3 inch 20 cwt anti-aircraft gun, де QF — швидкострільна гармата; — 3-inch — 3-х дюймова; 20 cwt — 20 cwt) — британська зенітна гармата розробки компанії Vickers, що набула широкого поширення за часів Першої та Другої світових війн. Артилерійська система QF 3-inch 20 cwt була одним з основних видів зенітного озброєння бойових кораблів різного типу, що перебували на озброєнні британських та країн Співдружності військово-морських сил, а також деяких інших флотів.